# Gilvossius tyrrhenus
Gilvossius tyrrhenus is een tienpotigensoort uit de familie van de Callianassidae. De wetenschappelijke naam van de soort is voor het eerst geldig gepubliceerd in 1792 door Petagna.